# Zventa Sventana
Zventa Sventana — российский музыкальный проект Тины Кузнецовой и Юрия Усачёва, основателя группы «Гости из будущего». В декабре 2019 года телеканал MTV Россия признал Zventa Sventana «Музыкантом года».
Команда переосмысляет фольклор и адаптирует его для современного слушателя. Треки Zventa Sventana основаны на архивных народных песнях, собранных российскими фольклористами в период с конца XIX века по конец 1970-х. Группа работает со множеством жанров и смешивает фольклор с электронной музыкой, инди-попом, хип-хопом, нео-классикой и другими жанрами.

## История

### 2005—2006. Основание проекта. Первый альбом «Страдания»
Название Zventa Sventana взято из «Розы Мира» Д. Л. Андреева.
Проект был основан в 2005 году. Тина Кузнецова придумала концепцию после посещения фольклорного фестиваля в московском клубе «Дом». Вскоре после этого она познакомилась с Юрием Усачёвым, который стал музыкальным продюсером Zventa Sventana, и певицей Аленой Романовой. Вместе Тина и Алена устроили экспедицию: девушки ездили по деревням и записывали песни бабушек на диктофон. По возвращении в Москву Тина и Алена также углубились в изучение песен, которые были собраны советскими фольклористами. В 2006 году группа выпустила дебютную пластинку «Страдания», которая зафиксировала дух мировой джазовой сцены середины 2000-х. На ней народные песни пропущены через призму жанров world music, фьюжн, RnB и соул. Как позже написал журнал Time Out, альбом Zventa Sventana «Страдания» оценил даже Питер Гэбриэл. Летом 2006-го группа выступила на молодом в тот момент фестивале Усадьба Jazz.
«Будто плазменная сварка скрепила на первый взгляд невозможное — древний русский слог и современный джазовый драйв… Дебютному альбому группы Zventa Sventana высочайшую оценку дал даже сам Питер Гэбриел — бывший солист группы „Генезис“, один из наиболее влиятельных экспертов, работающий в этом направлении. Отдельного восхищения мистера Гэбриэла удостоились голоса потрясающих солисток».

### 2006—2012. Выступления за границей. Заморозка проекта
Zventa Sventana периодически выступала на различных фестивалях как в России, так и за рубежом: 2009 год — День России в Лондоне; 2009 год — Джаз-рок фестиваль Восточной Европы в Лондоне; 2011 — Международный джазовый фестиваль в Будапеште; 2010 — LadyInJazz в Санкт-Петербурге; 2012 — фестиваль «Масленица» в Лондоне.
После 2012 года проект Zventa Sventana был заморожен в связи с участием Тины в шоу «Голос» на Первом канале. Алена Романова посвятила себя сольному творчеству и работе с группой «ДДТ».

### 2017—2019. Новое звучание. Альбом «Мужа дома нету»
В 2017 году Zventa Sventana возродилась в обновленном составе. После ухода Алены Романовой место второй вокалистки заняла Вероника Лилеева. Также команда решила отойти от джазового звучания первого альбома и начала больше экспериментировать с электронной музыкой.
1 марта 2019 года вышел второй альбом Zventa Sventana «Мужа дома нету». Заглавной песней с него стала одноимённая коллаборация с Иваном Дорном. Вместе с ним Zventa Sventana переосмыслила свадебную песню из села Россошки Воронежской области. Трек на стыке фольклора и хауса быстро разошёлся по сети и спровоцировала флешмоб в Instagram. Live-премьера «Мужа дома нету» прошла в рамках программы «Вечерний Ургант».
Альбом и клип «Мужа дома нету» широко освещались в СМИ: о релизе написали Коммерсант, MTV, Colta, Meduza, The Flow, Афиша и Wonderzine. Пластинка получила положительные отзывы критиков.
«В идеальной России будущего именно такие песни будут посылать на „Евровидение“»(Коммерсантъ | Борис Барабанов)
«Номера Zventa Sventana пронзают насквозь и сплавляют между собой не просто музыкальные жанры, а временные пласты, традицию и современность, прошлое и будущее»(Colta.ru | Сергей Мезенов)
Клип «Мужа дома нету» собрал более 2 миллионов просмотров в YouTube и получил номинацию Berlin Music Video Awards. Летом 2019 года Zventa Sventana выступила хедлайнером «Дикой мяты». Выступление команды закрыло первый день фестиваля. Также летом 2019-го Zventa Sventana выступила на Sziget в Будапеште, где спела с Иваном Дорном.
В сентябре 2019 года Zventa Sventana выпустила клип «Сухотушка». Ролик попал в ротацию на каналы MTV Россия, Музыка Первого, Ru TV и стал лучшим видео недели по версии программы «12 злобных зрителей».
В конце 2019 года телеканал MTV Россия назвал Zventa Sventana «Музыкантом года».

## Дискография
- 2006 — «Страдания» (альбом)
- 2019 — «Мужа дома нету» (альбом)
- 2020 — «Кукушка» (сингл)[21]
- 2021 — «На горе мак» (альбом)
- 2021 — «Колечко» (совместно с АИГЕЛ)
- 2023 — «Звента Свентана»

## Клипы
- 2019 — Мужа дома нету[15]
- 2019 — Сухотушка[19]
- 2021 — На горе мак[22]

## Награды и достижения
- 2007 — Золотая Горгулья. Победа в категории «Лучший проект в жанре world music»[23]
- 2019 — Музыкант года по версии MTV Россия[1]
- 2019 — Berlin Music Video Awards, номинация клипа «Мужа дома нету» в категории «Лучшая режиссура»[16]

## Избранные фестивали
- 2006 — Усадьба Jazz[4]
- 2008 — Дикая Мята
- 2017 — Усадьба Jazz[24]
- 2017 — Дикая Мята[25]
- 2018 — Skolkovo Jazz Science[26]
- 2019 — Дикая Мята. Zventa Sventana — хедлайнер первого дня[17]
- 2019 — ZAVTRA[27]
- 2019 — Sziget. Выступление с Иваном Дорном[18]